# Parque nacional Isletas Rocosas
Isletas Rocosas es un parque nacional en Queensland (Australia), ubicado a 1605 km al noroeste de Brisbane.

## Datos
- Área: 0,32 km²
- Coordenadas: 14°51′32″S 145°28′40″E / -14.85889, 145.47778
- Fecha de Creación: 1939
- Administración: Servicio para la Vida Salvaje de Queensland
- Categoría IUCN: II

Véase también:
- Zonas protegidas de Queensland

- Datos: Q3383475